# Chlorocichla flaviventris
Bulbul-de-barriga-amarela ou tuta-amarela (Chlorocichla flaviventris) é uma espécie de ave da família Pycnonotidae.
Pode ser encontrada no Sul de África, da República Democrática do Congo e Quénia até à África do Sul.
Os seus habitats naturais são: florestas secas tropicais ou subtropicais , florestas subtropicais ou tropicais húmidas de baixa altitude e savanas áridas.